# Computer Communications
Computer Communications is een internationaal, aan collegiale toetsing onderworpen wetenschappelijk tijdschrift op het gebied van de informatica. De naam wordt in literatuurverwijzingen meestal afgekort tot Comput. Comm. Het wordt uitgegeven door Elsevier en verschijnt tweemaandelijks.